# Мартінсвілл (Нью-Джерсі)
Мартінсвілл (англ. Martinsville) — переписна місцевість (CDP) в США, в окрузі Сомерсет штату Нью-Джерсі. Населення — 12 147 осіб (2020).

## Географія
Мартінсвілл розташований за координатами 40°36′11″ пн. ш. 74°34′33″ зх. д. / 40.60306° пн. ш. 74.57583° зх. д. (40.602946, -74.575794).  За даними Бюро перепису населення США в 2010 році переписна місцевість мала площу 32,11 км², з яких 31,91 км² — суходіл та 0,20 км² — водойми.

## Демографія
Згідно з переписом 2010 року, у переписній місцевості мешкало 11 980 осіб у 4331 домогосподарстві у складі 3489 родин. Густота населення становила 373 особи/км².  Було 4461 помешкання (139/км²).
Расовий склад населення:
| - 88,4 % — білих - 8,2 % — азіатів - 1,3 % — чорних або афроамериканців |

До двох чи більше рас належало 1,6 %. Частка іспаномовних становила 3,8 % від усіх жителів.
За віковим діапазоном населення розподілялося таким чином: 24,4 % — особи молодші 18 років, 59,1 % — особи у віці 18—64 років, 16,5 % — особи у віці 65 років та старші. Медіана віку мешканця становила 45,9 року. На 100 осіб жіночої статі у переписній місцевості припадало 95,2 чоловіків;  на 100 жінок у віці від 18 років та старших — 92,4 чоловіків також старших 18 років.
Середній дохід на одне домашнє господарство  становив 173 204 долари США (медіана — 126 745), а середній дохід на одну сім'ю — 192 355 доларів (медіана — 145 720). Медіана доходів становила 103 901 долар для чоловіків та 76 429 доларів для жінок. За межею бідності перебувало 3,4 % осіб, у тому числі 2,8 % дітей у віці до 18 років та 5,6 % осіб у віці 65 років та старших.
Цивільне працевлаштоване населення становило 5959 осіб. Основні галузі зайнятості: освіта, охорона здоров'я та соціальна допомога — 20,4 %, науковці, спеціалісти, менеджери — 19,2 %, виробництво — 12,4 %, роздрібна торгівля — 9,4 %.